# Euclidia demaculatus
Euclidia demaculatus là một loài bướm đêm trong họ Erebidae.